# 工藤壽樹
工藤 壽樹（工藤 寿樹、くどう としき、1949年〈昭和24年〉11月26日 - ）は、日本の政治家、元地方公務員。北海道函館市長（3期）。

## 概要
北海道爾志郡乙部町生まれ。函館ラ・サール高等学校、早稲田大学法学部卒業。1973年4月、亀田市役所に就職。なお亀田市は同年12月1日に函館市に編入されている。
函館市秘書課長、財務部次長、財務部長、企画部長を歴任し、2006年4月、西尾正範函館市長の下、函館市助役（のち副市長）に就任するが、2009年12月、西尾市政を批判し、副市長を辞任。

### 函館市長選挙
2011年4月24日に行われた函館市長選挙に無所属で出馬。現職の西尾正範を破り、初当選を果たした。4月27日、市長就任。
※当日有権者数：233,385人 最終投票率：55.65%（前回比：－5.09pts）
| 候補者名 | 年齢 | 所属党派 | 新旧別 | 得票数   | 得票率 | 推薦・支持 |
| -------- | ---- | -------- | ------ | -------- | ------ | ---------- |
| 工藤壽樹 | 61   | 無所属   | 新     | 70,739票 | 55.23% |            |
| 西尾正範 | 62   | 無所属   | 現     | 57,346票 | 44.77% |            |

2015年4月26日に行われた市長選で元衆議院議員秘書の新人を破り、再選。
※当日有権者数：226,122人 最終投票率：51.86%（前回比：－3.79pts）
| 候補者名 | 年齢 | 所属党派 | 新旧別 | 得票数   | 得票率 | 推薦・支持 |
| -------- | ---- | -------- | ------ | -------- | ------ | ---------- |
| 工藤壽樹 | 65   | 無所属   | 現     | 90,914票 | 78.67% |            |
| 広田知朗 | 54   | 無所属   | 新     | 24,651票 | 21.33% |            |

2019年4月21日に行われた市長選で元弘前大准教授の新人を破り3選。
※当日有権者数：221,166人 最終投票率：49.32%（前回比：－2.54pts）
| 候補者名 | 年齢 | 所属党派 | 新旧別 | 得票数   | 得票率 | 推薦・支持 |
| -------- | ---- | -------- | ------ | -------- | ------ | ---------- |
| 工藤壽樹 | 69   | 無所属   | 現     | 69,458票 | 65.32% |            |
| 武田春美 | 64   | 無所属   | 新     | 36,874票 | 34.68% |            |

2023年4月23日に行われた市長選では工藤の元で観光部部長、福祉部部長を務め、俳優大泉洋の兄である大泉潤との一騎討ちとなった。自由民主党・公明党から推薦を受けたが、立憲民主党が支持する大泉に大差で敗れた。
※当日有権者数：210,568人 最終投票率：58.15%（前回比：8.83pts）
| 候補者名 | 年齢 | 所属党派 | 新旧別 | 得票数   | 得票率 | 推薦・支持             |
| -------- | ---- | -------- | ------ | -------- | ------ | ---------------------- |
| 大泉潤   | 57   | 無所属   | 新     | 98,174票 | 80.7%  | 立憲民主党支持         |
| 工藤壽樹 | 73   | 無所属   | 現     | 23,483票 | 19.3%  | 自由民主党・公明党推薦 |

2024年（令和6年）11月の秋の叙勲において、旭日中綬章を受章した。

## 政策
- ソフト
  - 2011年の市長選の公約の一つに「市長給与の50％カット」がある[3]。
  - 1期目中の2014年4月3日、青森県大間町で建設中の大間原子力発電所について、事業者のJ-POWER（電源開発）と国を相手取り、建設差し止めを求める訴訟を東京地裁に起こした。原発差し止め訴訟で自治体が原告になるのは初めて[12]。
- ハード
  - 体育館兼コンベンション・センターの函館アリーナ整備[13][14]
  - 大門地区再開発、はこだてみらい館の整備[15]
  - 亀田地区公共施設統合、亀田交流プラザおよび美原地区路線バス乗降場（停留所名：亀田支所前）の整備と美原地区ゾーンバス導入等路線バス関連見直し[16]